# Roskilde Festival 2014
Roskilde Festival 2014 afholdes i dagene 29. juni til 6. juli og præsenterer 160 kunstnere på 7 scener.
Pr. 24. marts var de første 89 kunstnere annonceret. Den 2. april præsenteredes årets plakat med yderligere 67 navne, så i alt 156 navne er kendt. I forbindelse med annonceringen blev det angivet, at det endelige program ville indeholde mere end 160 navne. 
Festivalen blev ramt af to aflysninger: rapperen Drake fra Canada, som blev erstattet af Jack White, samt Chance the Rapper.

## Scener
Med festivalen i 2014 introduceres to nye scener Avalon og Rising på bekostning af tre tidligere scener Odeon, Cosmopol og Pavilion Junior.
Roskilde Festival 2014 vil således have syv scener:
- Apollo
- Arena
- Avalon
- Gloria
- Orange Scene
- Pavilion
- Rising

Som i tidligere år blev Apollo-scenen også blive brugt i campingdagene op til selve musikfestivalen under navnet Apollo Countdown.

## Annoncering af bands
Traditionen tro annonceredes bands til årets festival løbende. For denne festival startede annonceringerne i december, hvor 13 navne blev præsenteret fra den 2. til den 20. december. Fra 8.-29. januar blev yderligere 14 og fra 3.-28. februar 51 navne afsløret. Halvdelen af programmet var således kendt pr. 1. marts. Fra 5.-24. marts fulgte yderligere 11 navne, herunder hovednavnet Rolling Stones.
Generelt indeholdt annonceringerne ingen information om hvilken scene, kunstneren skal optræde på. Dette afgjortes først kort før festivalen, da det endelige program offentligjordes. I de tilfælde, hvor annonceringen indeholdt information om scene, er det medtaget nedenfor.
Overskriften for den enkelte annoncering gengives i nedenstående liste.
| Dato         | Annoncering og bands |
| ------------ | --- |
| 2. december  | Deerhunter, Haim og Mø klar til Roskilde Festival 2014Deerhunter US, Haim US og Mø DK |
| 3. december  | Ekstremmetal der tager dig ud af komfortzonenCarcass UK og Nails US |
| 4. december  | Dilated Peoples og Pusha T bringer hip hop til Roskilde 2014Dilated Peoples US og Pusha T US |
| 6. december  | Trentemøller spreder stjernestøv på Orange SceneTrentemøller DK (på Orange scene) og Cyril Hahn CH |
| 11. december | Arctic Monkeys charmerer sig tilbage på Roskilde FestivalArctic Monkeys UK (på Orange scene) |
| 20. december | Major Lazer får sommernatten til at buzze på Roskilde Festival 2014Major Lazer US (på Orange scene), Mark Ernestus presents Jeri Jeri DE/SN og Systema Solar CO |
| 8. januar    | Jenny Wilson tager livtag med det umulige på Roskilde Festival 2014Jenny Wilson SE, Hymns from Nineveh DK og Bombus SE |
| 15. januar   | Få ørerne udfordret på Roskilde Festival 2014Fire! Orchestra SE, Jambinai KR og Blood on a Feather DK/US |
| 22. januar   | Rob Zombie spreder skræk og rædsel på Roskilde Festival 2014Rob Zombie US, The Black Dahlia Murder US og Corrections House US |
| 29. januar   | Roskilde Festival 2014 skruer ekstra op for det alternativBlack Pus US, Future of the Left UK, Julia Holter US, Hookworms UK og Merchandise US |
| 3. februar   | Psyched up Janis vender tilbage til deres gamle hjemmebanePsyched Up Janis DK |
| 5. februar   | Mere amerikansk hiphopguld på Roskilde Festival 2014A$ap Ferg US, Earl Sweatshirt US og World's Fair US |
| 7. februar   | Musikkamæleonen Damon Albarn på Roskilde Festival 2014Damon Albarn UK, Interpol US og Warpaint US |
| 10. februar  | Punk, rock, melodier, atmosfære og falsetvokaler på RisingThe Awesome Welles DK, Blaue Blume DK, Communions DK, The Minds of 99 DK og Slöa Knivar SE - alle på Rising scenen |
| 11. februar  | Nordiske, elektroniske beats på Apollo CountdownBloksberg NO, DNKL SE, Franskild SE, Iberia SE, Nause SE, Pandreas NO og Unkwon DK - alle på Apollo Countdown scenen |
| 12. februar  | En mangfoldig gruppe af upcoming navne til Rising-scenenThe Divers DK, Heimatt DK, Hexis DK, Karl William DK, Kill J DK og Könsförrädare SE - alle på Rising scenen |
| 13. februar  | Bogstavet S i høj kurs på Apollo CountdownBrynjolfur FO, Kant DK, Shadow Shadow SE, S!vas DK, Slick Shoota NO og Snavs DK - alle på Apollo Countdown scenen |
| 14. februar  | Rising rejser flaget for morgendagens bandsFörtress DK, Get your Gun DK, Mont Oliver DK, My heart the Brave DK, Narcosatanicos DK og RA SE - alle på Rising scenen |
| 19. februar  | Elektronisk fest med Chromeo, Kavinsky og Moderat på Roskilde Festival 2014Chromeo CA, Forest Swords UK, James Holden UK, Kavinsky FR og Moderat DE |
| 26. februar  | Americana og africana på Roskilde Festival 2014Aoife O'Donovan US, Jason Isbell & the 400 unit US, Jupiter & Okwess International CD og King Ayisoba & band GH |
| 28. februar  | Kasabian til Roskilde Festival 2014Kasabian UK, Philip H. Anselmo & The Illegals US, BL'AST! US, The Men US og Rumble in Rhodos NO |
| 5. marts     | Spids Nøgenhat spreder kærlighed på Roskilde Festival 2014Spids Nøgenhat DK, Bottled in England DK (på Apollo), Helhorse vs. The Psyke Project DK og Slowolf feat. Benny Banks, Takura & Wil Cousin DK |
| 6. marts     | Outkast bliver genforenet på Roskilde Festival 2014OutKast US og Chance the Rapper US |
| 12. marts    | Lykke Li indtager Roskilde Festival 2014Lykke Li SE, I Break Horses SE, Samaris IS (på Apollo Countdown) og Say Lou Lou SE (på Apollo Countdown) |
| 24. marts    | The Rolling Stones indtager Roskilde Festival 2014The Rollings Stones UK (på Orange Scene) |
| 2. april     | Plakaten frigives med yderligere 67 navne Drake CA, Stevie Wonder US Bastille UK, Darkside US, Deftones US, Diplo US, Icona Pop SE, Les Ambassadeurs feat. Salif Keïta, Amadou Bagayoko and Cheick Tidiane Seck ML, Les Claypool’s Duo de Twang US, Manu Chao la Ventura FR, Mogwai UK, Skambankt NO, Sleigh Bells US, Toumani & Sidiki Diabaté ML Arto Lindsay & Paal Nilssen-Love Duo US/NO, Arto Lindsay Band US, Balkan Khans BG, Banks US, Barmer Boys IN, Cancer DK, Cashmere Cat NO, Chorus Grant DK, Classixx US, Connan Mockasin NZ, Cüneyt Sepetçi & Orchestra Dolapdere TR, Dark Buddha Rising FI, Denai Moore UK, Dengue Dengue Dengue! PE, Die Nerven DE, Dj Nigga Fox AO, Drug Honkey US, Electric Wizard UK, Emicida BR, Eprom US, Fendika ET, Future Islands US, Groundislava US, The Horrors UK, Ibibio Sound Machine UK/NG, Juana Molina AR, Kelela US, Klumben & Raske Penge DK, La Chiva Gantiva CO, Lunice CA, Mamar Kassey NE, Maya Jane Coles UK, Moodoïd FR, Mournful Congregation AU, The Necks AU, The Ocean DE, Omar Souleyman SY, Party Supplies US, Perotá Chingó AR, Rl Grime US, Ryan Hemsworth CA, Ryley Walker (Trio) US, Skammens Vogn DK, Tempel SE, Tokimonsta US, Vattnet Viskar US, Vic Mensa US Jaakko Eino Kalevi FI, We Are The Way For The Cosmos To Know Itself DK (begge på Apollo Countdown) Bloody Beach NO, Emilie Nicolas NO, Kindred Fever NO, Tidlige Armbånd DK (alle fire på Rising) |
| 7. maj       | Brandvarme, tropiske navne til Roskilde Festival 2014Atomic Bomb! who is William Oneyeabor? by the Atomic Bomb! Band and special guests US, The Master Musicians of Jajouka led by Bachir Attar MA og Hugo Mendez (Sofrito) UK |
| 14. maj      | Du kan nu se den fulde spilleplanNikolaj Nørlund DK, Seeed ??, EMA ??, Faustix DK og DJ Food, DJ Cheeba & DJ Moneyshot levere showet 3 Way Mix ?? |
| 11. juni     | Liars og Les Big Byrd til Roskilde Festival 2014Liars US og Les Big Byrd SE |
| 26. juni     | Slowdive spiller i stedet for Chromeo Roskilde 2014Slowdive ?? |

Det fremgår ikke af festivalens hjemmeside hvilket landekodesystem de bruger i annonceringer og på plakaterne, men det er mest sandsynligt ISO 3166-1.